# Здание городского магистрата (Елабуга)
Здание городского магистрата — памятник архитектуры середины XIX века, расположенный в городе Елабуге Республики Татарстан и представляющий собой двухэтажное каменное здание, выстроенное в стиле классицизма.

## История
В 1822 году елабужским купец Иван Кириллович Стахеев на земельном участке, отведённом в начале XIX века его отцу, выстроил традиционный для города того времени каменный «полутораэтажный дом на шести саженях», к которому примыкала деревянная кухня с двумя чуланами.
После смерти хозяина дома его вдова М. И. Стахеева продала здание городскому обществу. Впоследствии в нём разместились городской магистрат, дума, словесный и сиротские суды, полицейское управление. Позднее в этом же доме действовало приходское училище.
В 1850 году здание сильно обгорело. Спустя 3 года на средства Ивана Ивановича Стахеева оно было перестроено. В 1868 году в нём размещался городской общественный банк, позднее дом перешёл в распоряжение городской думы.
В 1987 году Постановлением Совета Министров Татарской АССР здание городского магистрата Елабуги было отнесено к памятникам градостроительства и архитектуры местного значения, а в 1993 году по Постановлению Кабинета Министров Республики Татарстан получило статус республиканского значения.

## Архитектура
Двухэтажное каменное здание является образцом архитектуры эпохи классицизмм с переделками в духе ранней эклектики.
Дом выделяется благодаря фигурному аттику, сильно выступающему карнизу и чугунному крыльцу с ажурным навесом на тонких металлических витых колоннах. Главный фасад имеет характерный для середины XIX века декор: обрамление окон в виде кессонированных пилястр, разорванных карнизов лучковых и треугольных фронтонов, в тимпанах которых помещены ренессансные раковины.